# Geophis championi
Espèce
Statut de conservation UICN

 DD  : Données insuffisantes
Geophis championi  est une espèce de serpents de la famille des Dipsadidae.

## Répartition
Cette espèce est endémique de la province de Chiriquí au Panama.

## Description
L'holotype de Geophis championi mesure 250 mm dont 40 mm pour la queue. Cette espèce a la face dorsale uniformément noir iridescent. Sa face ventrale est blanchâtre avec des écailles bordées de noir.

## Étymologie
Cette espèce est nommée en l'honneur de George Charles Champion (1851–1927).

## Publication originale
- Boulenger, 1894 : Catalogue of the Snakes in the British Museum (Natural History). Volume II., Containing the Conclusion of the Colubridæ Aglyphæ, p. 1-382 (texte intégral).